# Julianadorp aan Zee
Julianadorp aan Zee is een badplaats in de gemeente Den Helder, in de Nederlandse provincie Noord-Holland.
Van origine werd met Julianadorp aan Zee alleen het strand, de paviljoenen en de bebouwing aan het strand van het dorp Julianadorp bedoeld. Tegenwoordig wordt ook de directe nieuwbouw erachter gerekend onder de badplaats, echter alleen als badplaats en niet als (on)officiële woonkern. Die nieuwbouw bestaat voor het grootste deel uit vakantiebungalows van een aantal bungalowparken. Daarom wordt de bewoning nog altijd onder het dorp Julianadorp gerekend.
Bij Julianadorp aan Zee liggen drie strandslagen; De Zandloper, Julianadorp en Drooghe Weert. De eerste twee genoemde strandslagen hebben een strandpaviljoen. Tussen De Zandloper en strandslag Falga in het noorden ligt een naaktstrand.

## Bunkers
In de duinen tussen strandslag Julianadorp en strandslag De Zandloper ligt nog een deel van de bunkereenheden die in de duinen van Het Koegras waren gebouwd. De coördinaten van het bunkercomplex op de stafkaart zijn 135 HM en 136 HM. Via een kleine (telefoon)bunker aan de Zanddijk waren middels gangenstelsels de verschillende bunkers met elkaar verbonden. Deze (telefoon)bunker was lang gewoon open, maar tegenwoordig is deze afgesloten. Veel van de andere bunkers buiten dit complex zijn of door afkalving van het strand in zee verdwenen of gesloopt. Bij de hoeve Kleine Keet is nog een wachtbunker te vinden.

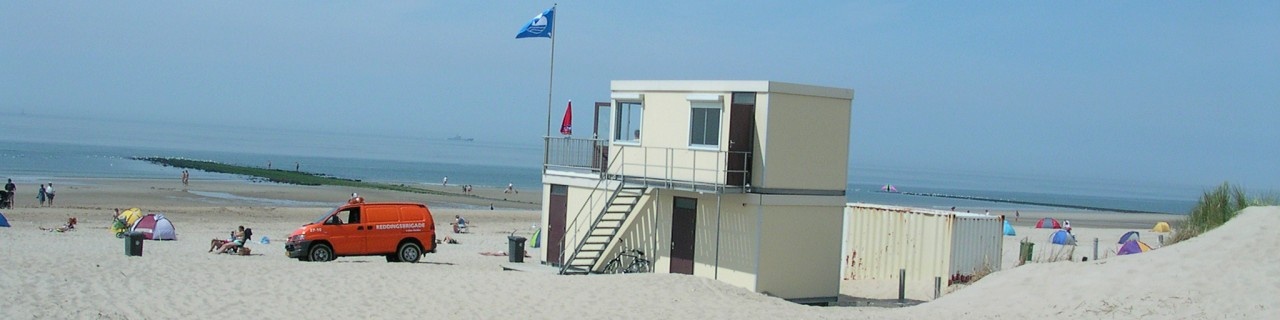
Het strand

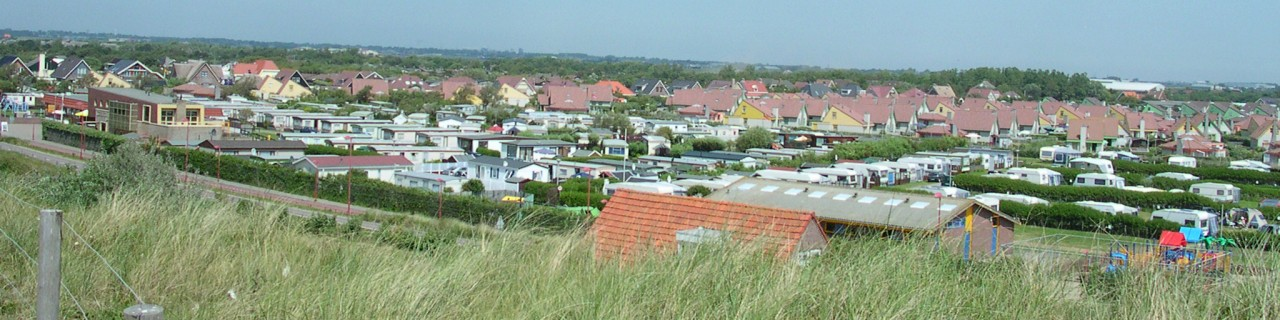
Uitzicht over Julianadorp aan Zee

Hoofdplaats: Den Helder     
Dorpen: Huisduinen · Julianadorp     
Buurtschappen: Friese Buurt · De Kooy · Noorderhaven

Badplaats: Julianadorp aan Zee     
Voormalige buurtschappen: Blauwe Keet · Torp
Noord-Holland: Steden en dorpen      Nederland: Provincies · Gemeenten